# Hål (filosofi)
|  | Wiktionary har en ordboksartikel om hål. |

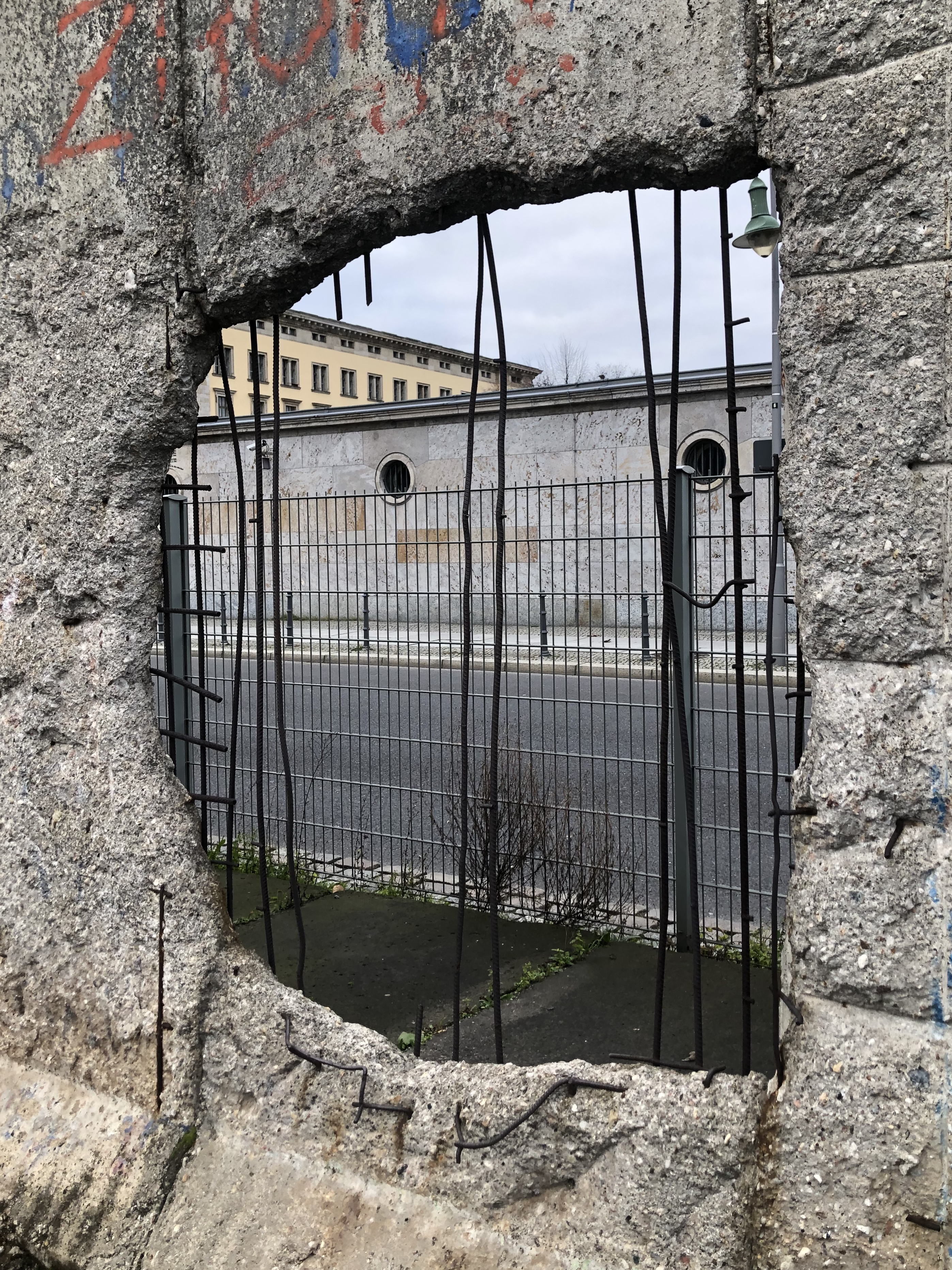
Ett hål i Berlinmuren, 2019

Ett hål är ett filosofiskt begrepp som kan beskrivas som en urgröpning eller öppning i ett material eller föremål.
Den eventuella existensen av hål utgör ett problem för ontologer och kunskapsteoretiker inom filosofin. Ontologin befattar sig med frågan om vilka slags entiteter som existerar. En naturlig aspekt av problemet är då: Existerar hål? Det bör noteras att frågan kan vara missvisande eftersom den enligt en tolkning är trivialt sann. Vår vardagliga erfarenhet stödjer påståendet att hål existerar, men inom ontologin har frågan en djupare betydelse. Man kan uttrycka det på följande vis: Bör hål postuleras som en separat kategori av existerande entiteter eller kan de reduceras till någon eller några andra sådana kategorier?